# Republic Bank
Republic Bank Limited is een bank en financiële dienstverlener met het hoofdkantoor in Trinidad en Tobago. De bank heeft vestigingen in Suriname, Guyana, Barbados en Grenada, en offshore bankactiviteiten op de Kaaimaneilanden. Het was tot het eind van de 20e eeuw eigendom van Barclays Bank.
In 2013 blokkeerde de Surinaamse regering de overnamepoging van Republic Bank van de Hakrinbank. In 2015 slaagde de Republic Bank er wel in de RBC Royal Bank Suriname over te nemen, waarmee de bank geïntroduceerd werd in Suriname.
| Gebouw en kunstwerk, vestiging Kerkplein in Paramaribo |
| Gebouw en kunstwerk, vestiging Kerkplein in Paramaribo |

Centrale Bank van Suriname ·
Finabank ·
Godo ·
Hakrinbank ·
Landbouwbank ·
Nationale Ontwikkelingsbank ·
Surinaamse Postspaarbank ·
Republic Bank ·
Surichange Bank ·
De Surinaamsche Bank ·
Trustbank Amanah ·
Volkscredietbank